# Laurent Beuret
Laurent Beuret (* 24. Juni 1986 in Delémont) ist ein ehemaliger Schweizer Radrennfahrer.

## Sportliche Laufbahn
Laurent Beuret gewann 2007 die Boucles de la Marne. 2008 fuhr er für das Professional Continental Team NGC Medical-OTC Industria Porte. Bei der U23-Austragung von Paris–Roubaix wurde er Dritter, und beim Grand Prix Kanton Aargau belegte er den sechsten Platz. Bei der Thüringen-Rundfahrt gewann er die letzte Etappe, zudem wurde er Schweizer U23-Meister im Strassenrennen. 2011 gewann er je eine Etappe der Flèche du Sud und der Tour de la Guadeloupe. 2015 beendete er seine Radsportlaufbahn.

## Erfolge
2008
- eine Etappe Thüringen-Rundfahrt
- Schweizer Meister – Strassenrennen (U23)

2011
- eine Etappe Flèche du Sud
- eine Etappe Tour de la Guadeloupe

## Teams
- 2008 NGC Medical-OTC Industria Porte
- 2009 CarmioOro-A Style
- 2010 CarmioOro NGC
- 2011 Atlas Personal

- 2013 Maca-Loca Scott
- 2014 VC Sainte-Croix-en-Plaine